# 派恩伍德 (佛羅里達州)
派恩伍德（英語：Pinewood）是位於美國佛羅里達州邁阿密-戴德縣的一個人口普查指定地區。

## 地理
派恩伍德的座標為25°52′14″N 80°13′02″W / 25.87056°N 80.21722°W，而該地最高點為海拔高度2米（即7英尺）。

## 人口
根據2010年美國人口普查的數據，派恩伍德的面積為4.90平方千米，當中陸地面積為4.40平方千米，而水域面積為0.50平方千米。當地共有人口16520人，而人口密度為每平方千米3,371人。